# Batteribuss

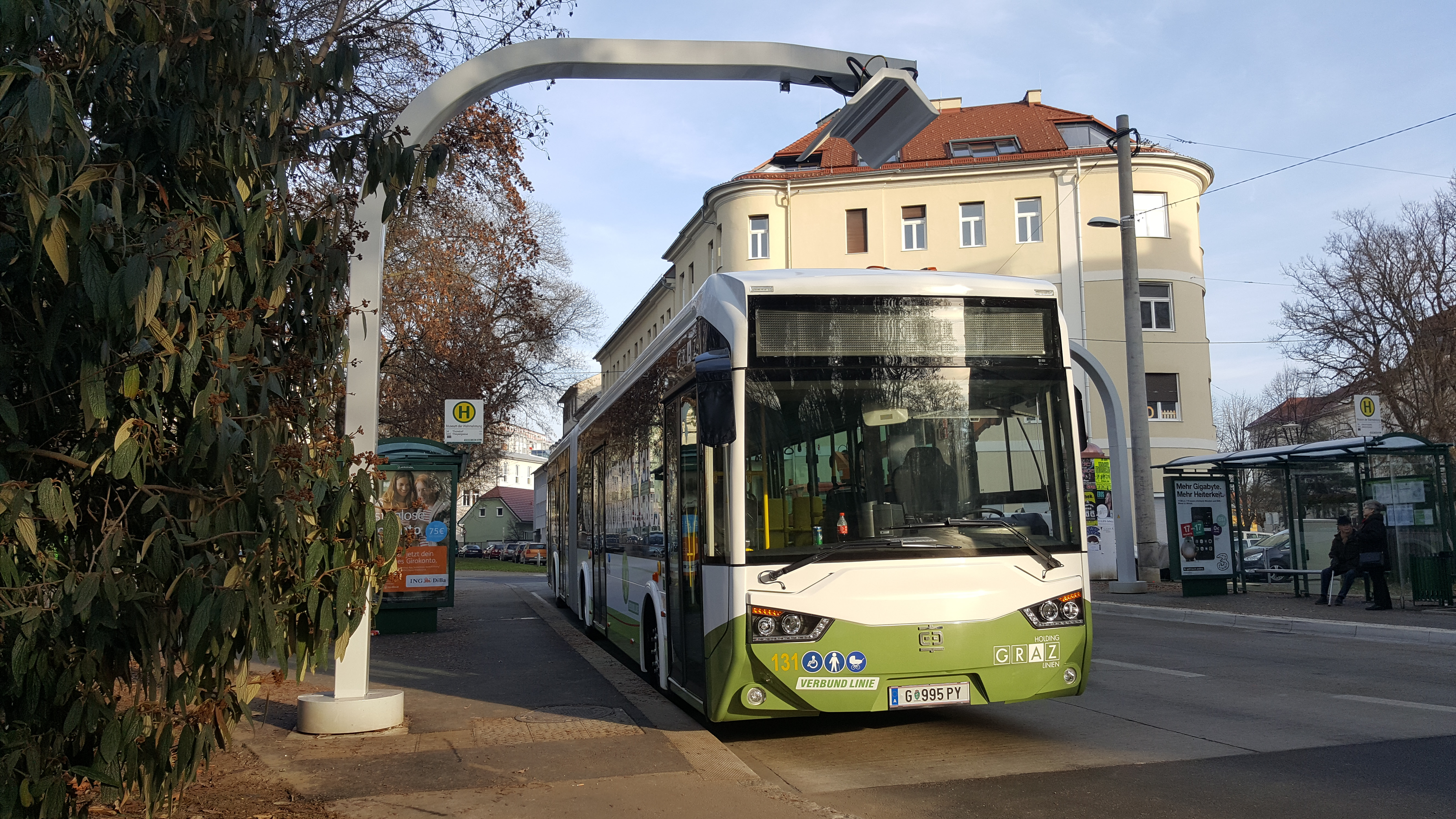
Batterielektrisk ledbuss av typen CRRC-E-Bus i Graz i Österrike vid hållplats med laddtorn.

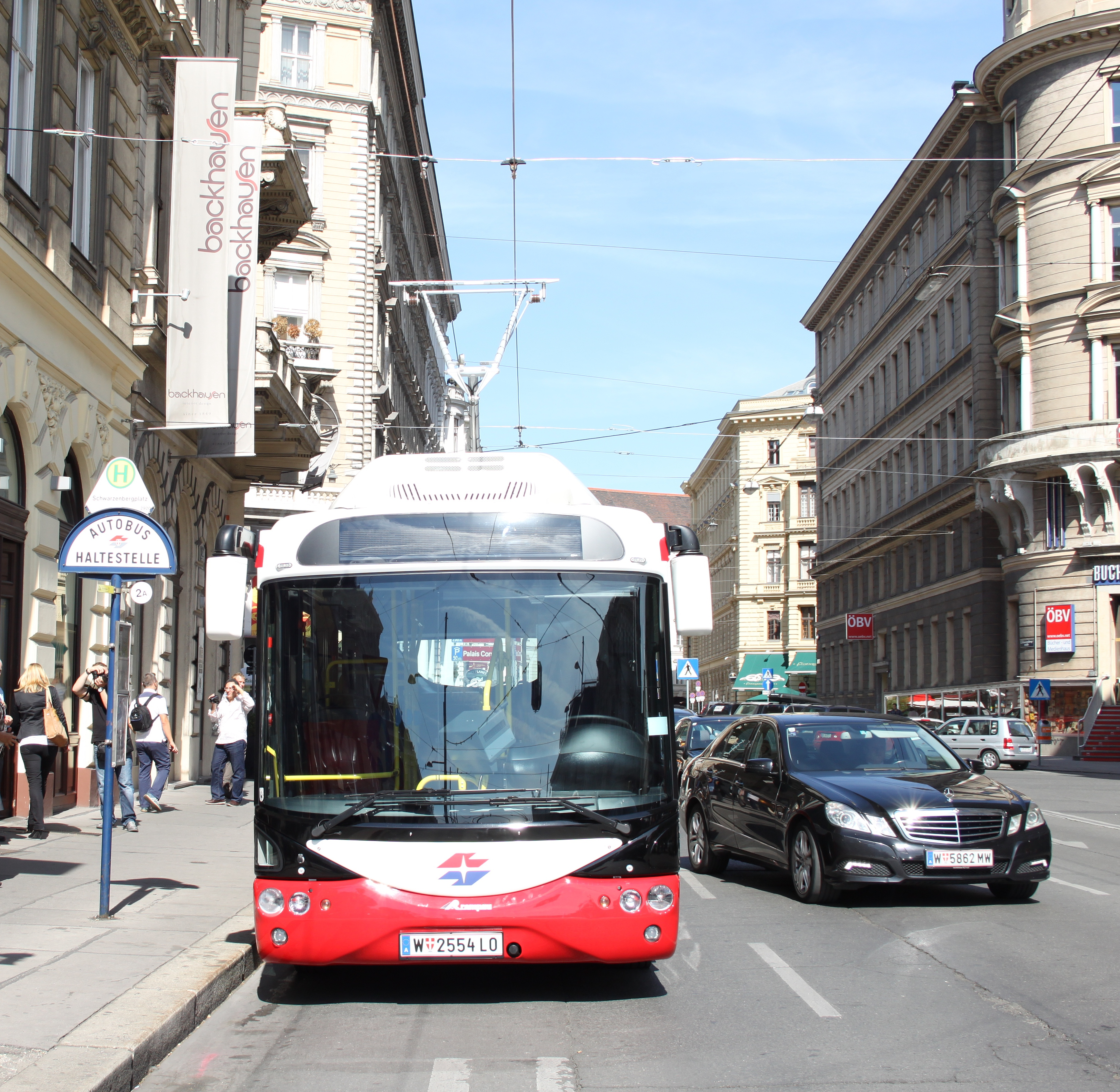
Siemens-Rampini batteribuss med pantograf i Wien.

En batteribuss är en elbuss, som drivs med lagrad ström från laddbara batterier.
Under 2000-talet har nya laddmetoder med laddstationer på hållplatser samt ny batteriteknologi gjort det möjligt för trafikföretag att byta till bussar med batteridrift för att möjliggöra miljövänligare busstrafik. Jämfört med trådbussar behöver batteribussar inga luftledningar, och har samma flexibilitet som bussar med förbränningsmotorer.
Batteribussar är mest lämpade för stadsbusstrafik, med kort avstånd till en laddstation i busstrafikbolagets nätverk. Batteribussen har antingen en vanlig laddkabel eller en pantograf avsedd för laddning under köruppehåll.
Troligen var det franska bussbolaget Compagnie Générale des Omnibus (CGO) i Paris först med kommersiell batteridriven busstrafik på 1880-talet.
I Tyskland introducerades den första batteribussen i Berlin 1898 av bussbolaget Allgemeine Berliner Omnibus AG. Bussen utvecklades i samarbetade med Union-Elektrizitäts-Gesellschaft och Gülcher-Akkumulatoren-Fabrik. Fordonet var konverterat från en stor hästomnibus och sattes in i försökstrafik, men sattes aldrig in i ordinarie trafik.
Omkring år 1900 var batteridrivna kommersiella fordon populära, eftersom elektromotorer var mer pålitliga än förbränningsmotorer. Det var dock bara möjligt att använda batteribussar i stadsmiljö, där det var korta avstånd mellan laddstationerna. Konsul Ernst Hedin i Stockholm sökte 1898 koncession för en busslinje med batteridrivna bussar mellan Riddarhuset och Vasastan, Stockholm via Drottninggatan, men fick avslag.
Storstockholms Lokaltrafik hade en innovativ period på 1970-talet, då det fanns planer på att återstarta trådbusstrafiken, som lagts ned 1964. Beslut togs om att på försök införa en batteribuss 1982. Volvo levererade två batteribussar på B10M-chassi; dessa fick SL-littera E1 och inventarienumren 6998–6999 och var i drift fram till hösten 1984. Bussarna hade dock begränsad batterikapacitet och var dyra i anskaffning och drift.
Den första staden att ordentligt investera i batteribussar var Shenzhen i Kina. Staden introducerade bussar byggda av det lokala BYD 2011, med syftet att åstadkomma en helt elektrifierad bussflotta. År 2017 var alla Shenzhens 16 300 stadsbussar elektrifierade.

## Bildgalleri

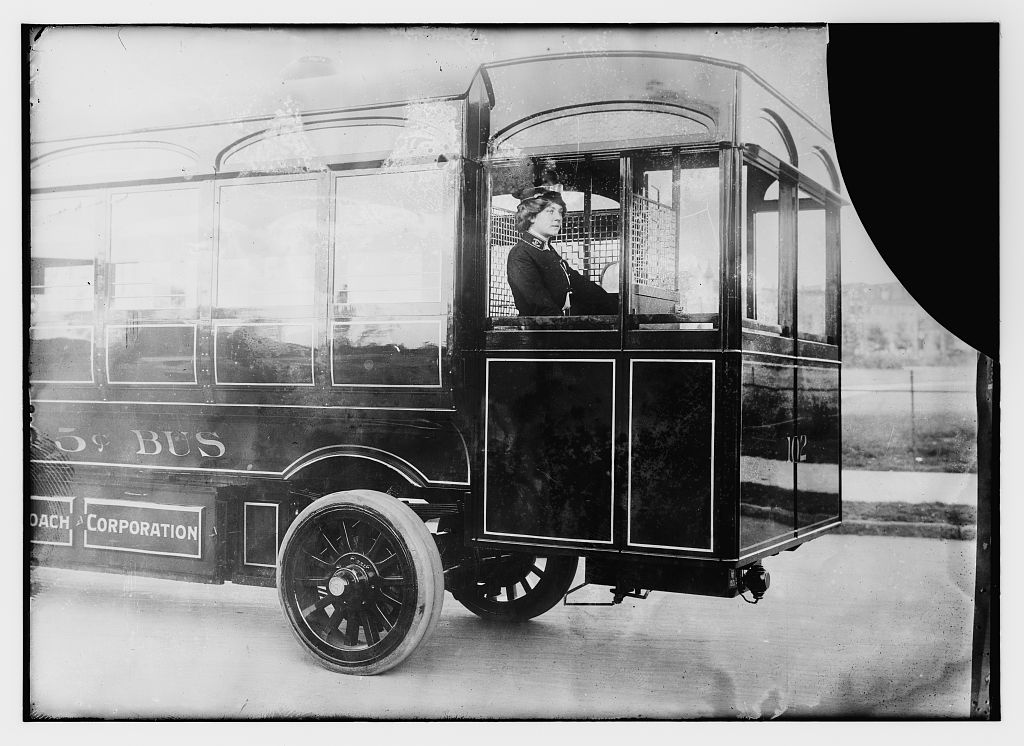
Edison-batteribuss, 1915
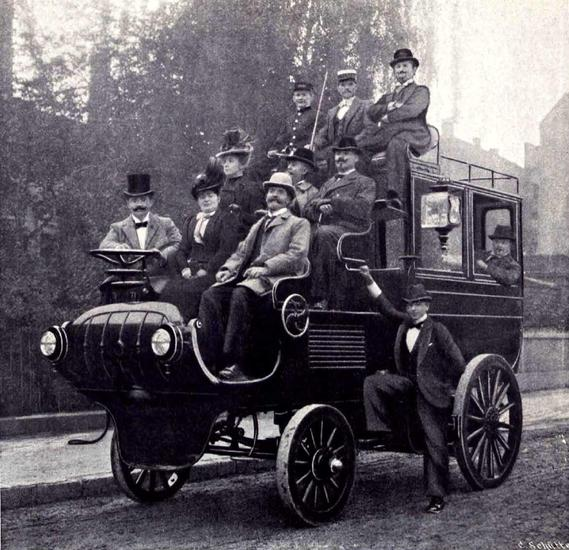
Kühlstein batteribuss i Berlin, 1899
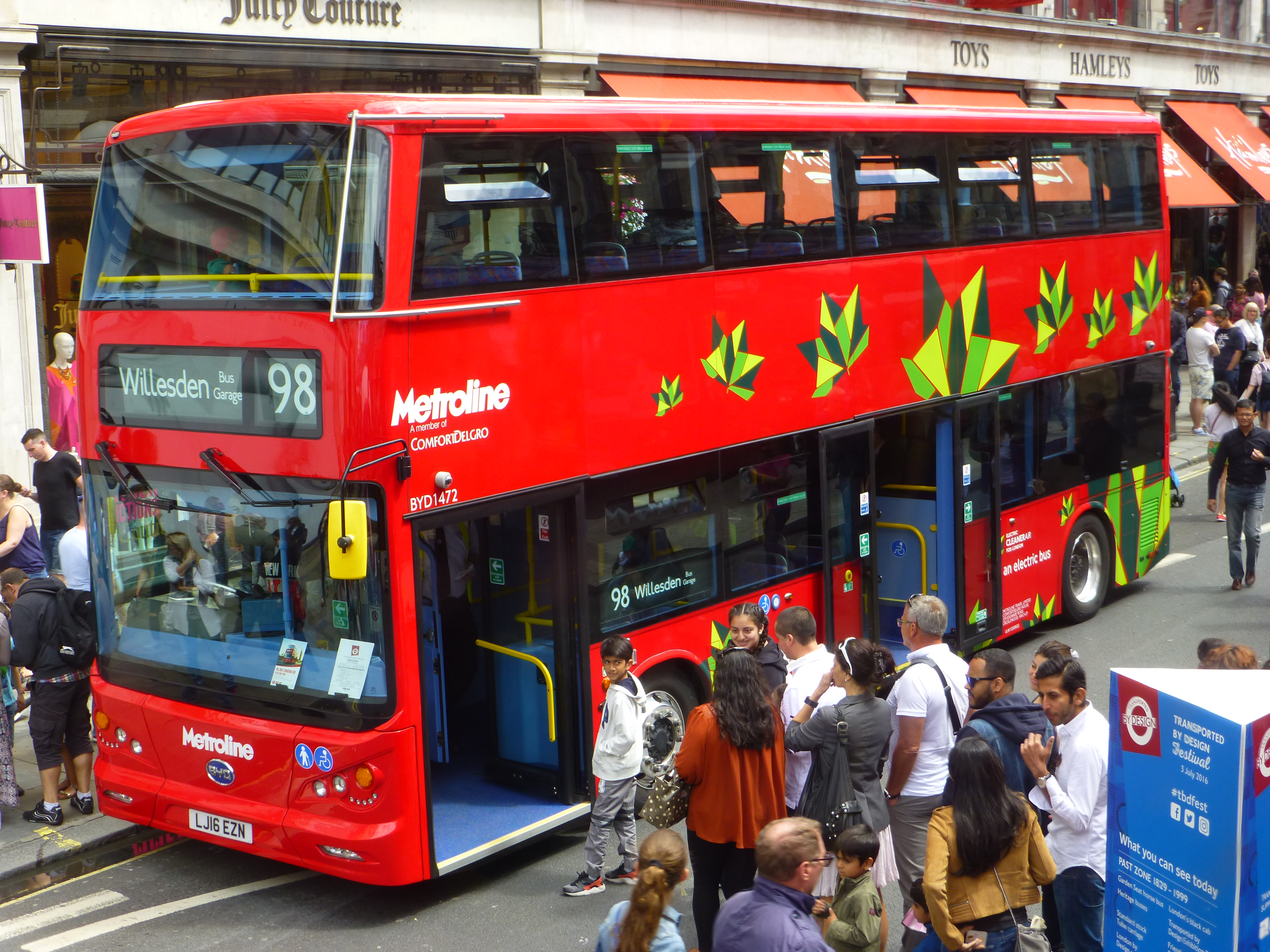
BYD dubbeldäckare BYD1472 på Regent Street i London, 2016
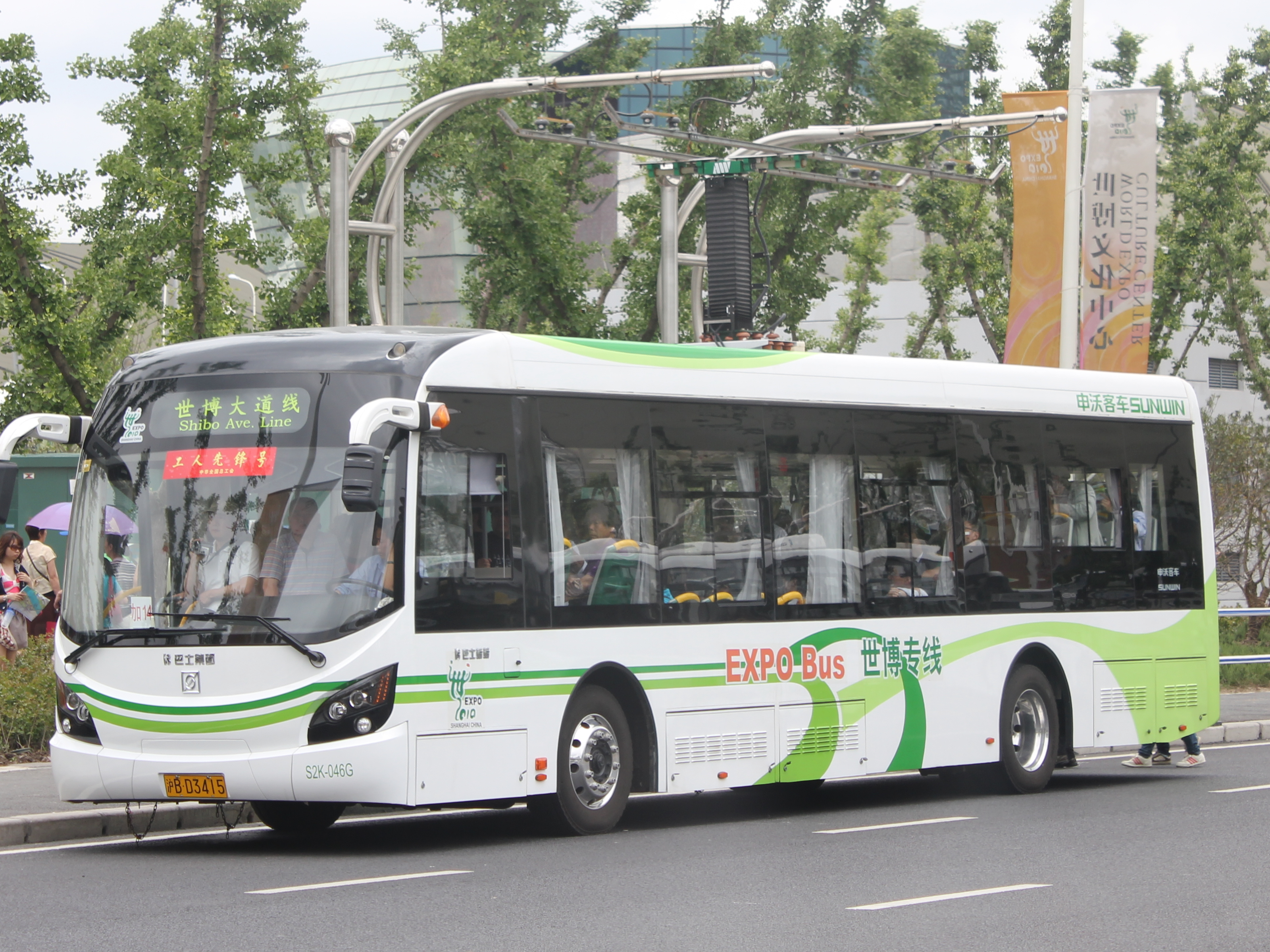
Sinwin batteribuss under laddning som skyttelbuss på Shanghai Expo, 2010
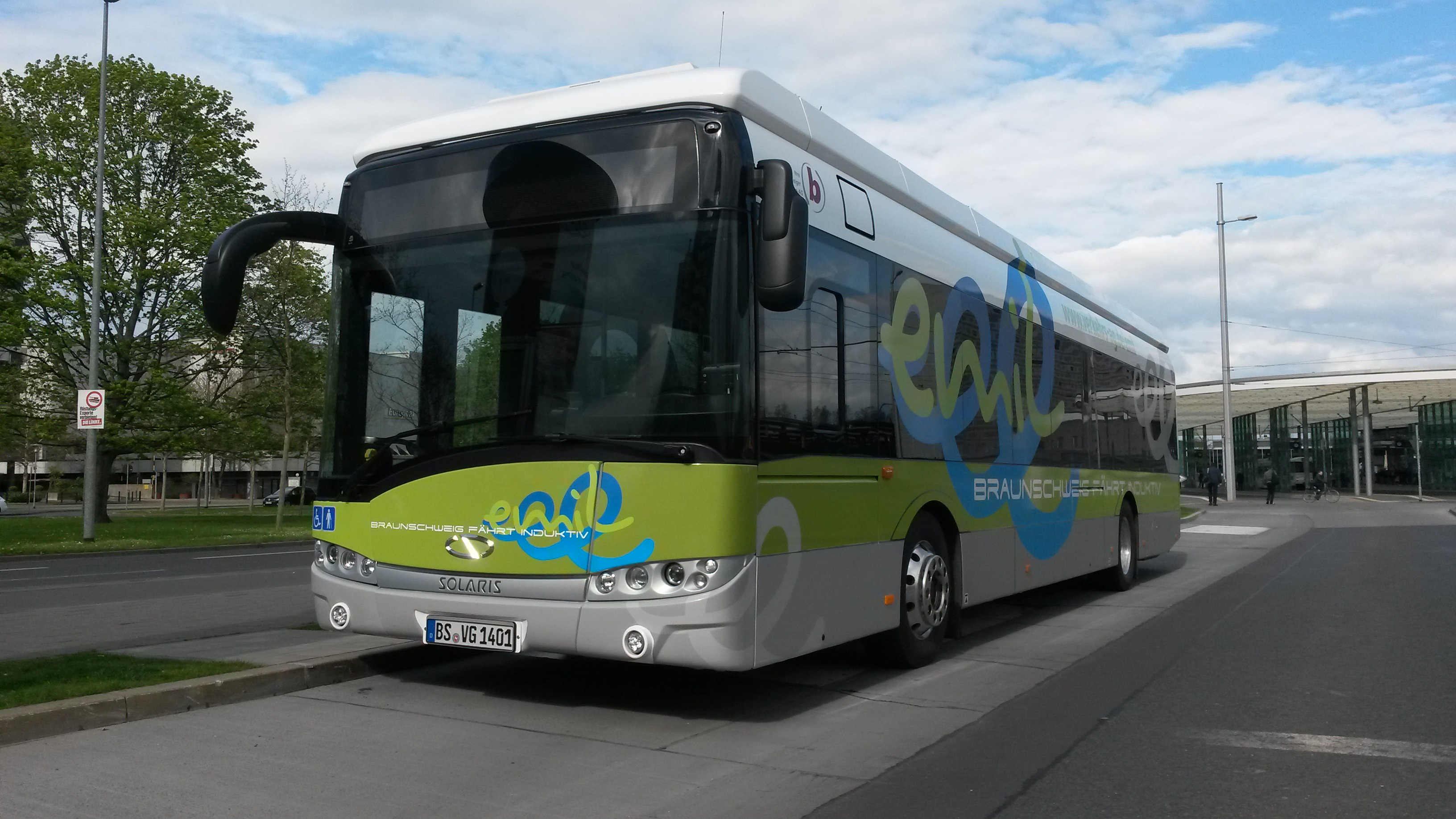
En Solaris Urbino med elektromagnetisk laddningsplats i asfalten vid hållplatsen
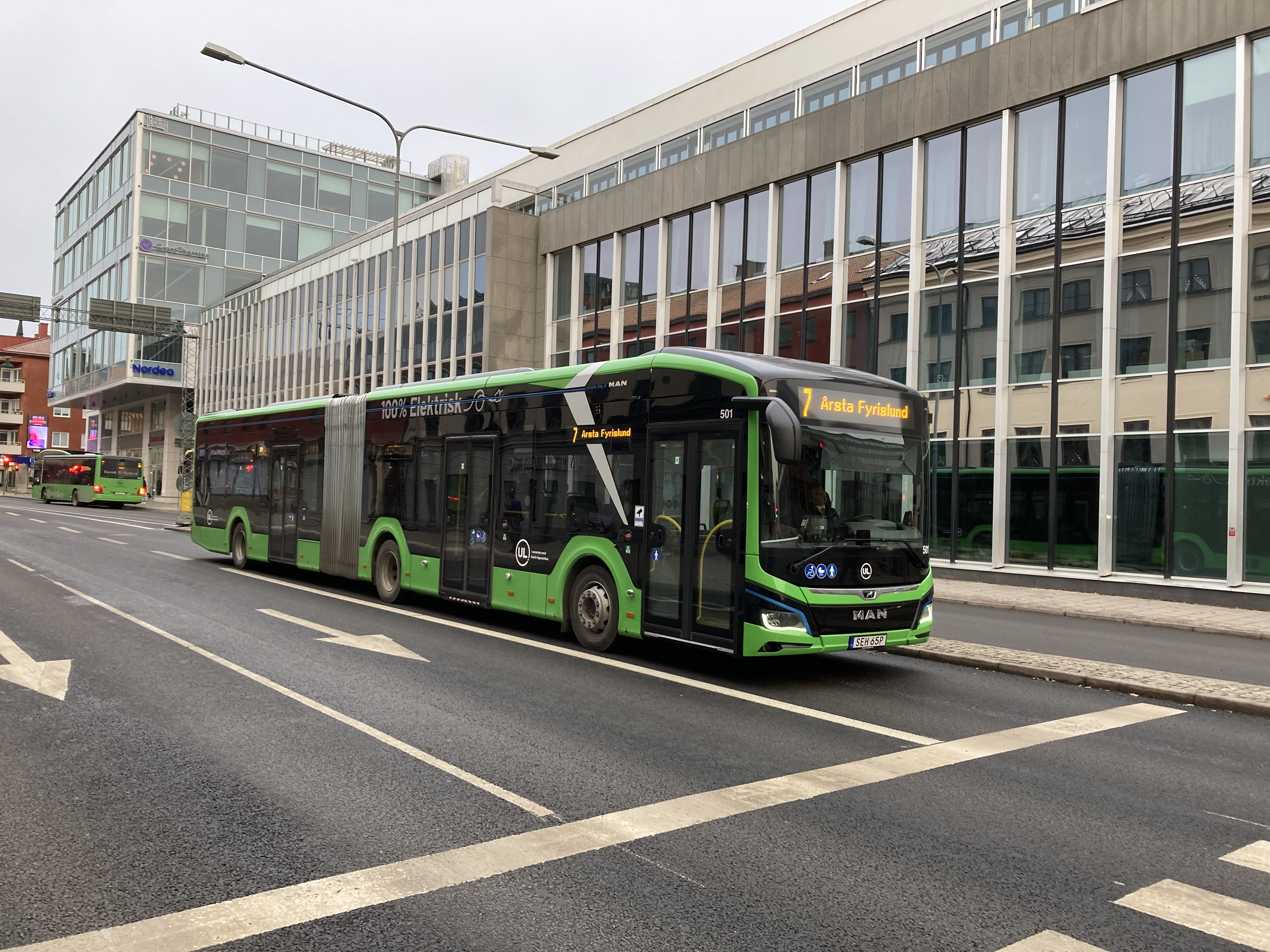
Ledad batteribuss av typ MAN Lion's City 18E på Kungsgatan i Uppsala 2022